# 다나카 히로미치

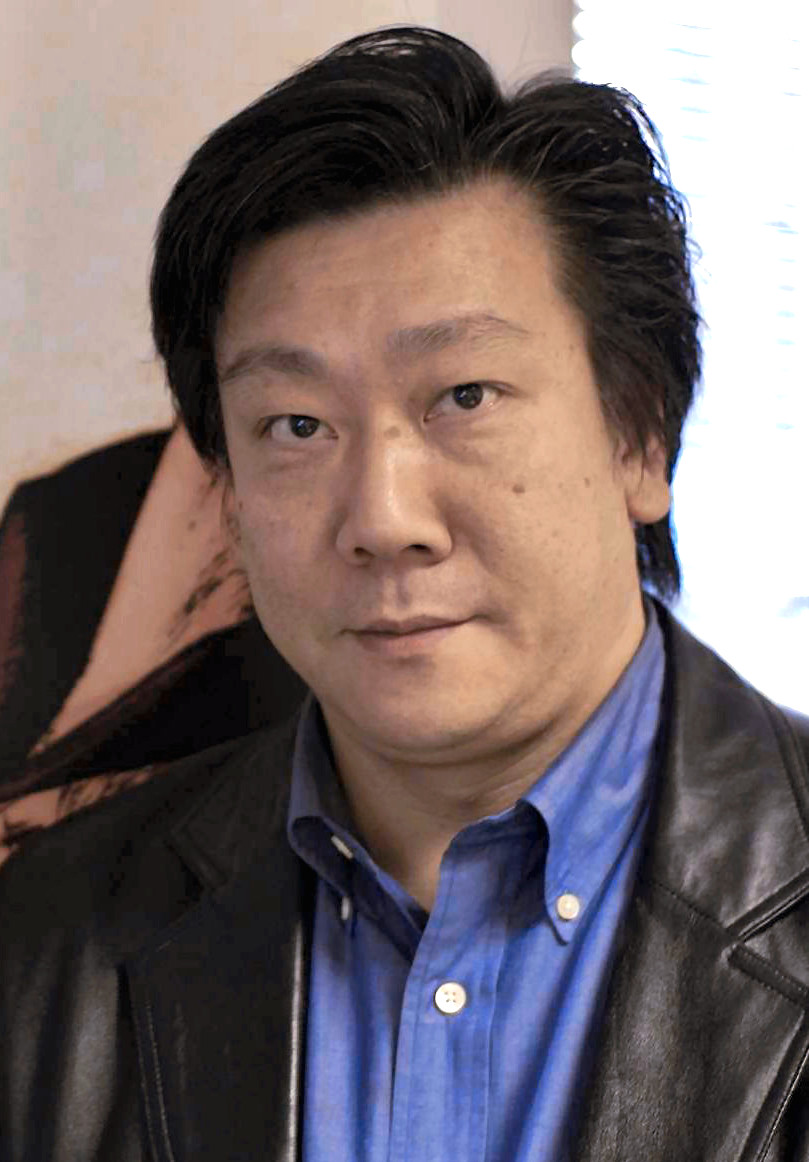
2007년 1월 잉글랜드 런던에서의 모습

다나카 히로미치(일본어: 田中弘道, 1962년 1월 7일 ~ )는 일본의 비디오 게임 개발자, 게임 프로듀서, 게임 감독 및 게임 디자이너이다. 그는 스퀘어 (비디오 게임 기업)(구 '스퀘어')의 소프트웨어 개발 담당 수석 부사장이자 회사의 제품 개발 부문-3의 책임자였다.

## 작품
- 파이널 판타지 (비디오 게임)
- 파이널 판타지 II
- 파이널 판타지 III
- 사가 2: 비보전설
- 성검전설 2
- 성검전설 3
- 제노기어스
- 크로노 크로스
- 파이널 판타지 XI
- 사가 2: 비보전설
- 파이널 판타지 XIV (2010년 비디오 게임)
- 파이널 판타지 III